# Wittich (Familienname)
Wittich ist ein deutscher Familienname.

## Namensträger
- Adolf von Wittich (1836–1906), deutscher Generaloberst
- August Wittich (1826–1897), deutscher Archivar und Bibliothekar
- Berthold Wittich (1933–2025), deutscher Politiker (SPD), MdB
- Caspar Wittich (1602–1673), deutscher Unternehmer
- Christian Wittich (Christian Wittig; 1638–1716), deutscher Unternehmer
- Christopher Wittich (* um 1985), deutscher Fernseh-Moderator
- Dieter Wittich (1930–2011), deutscher Philosoph
- Dietmar Wittich (1943–2018), deutscher Sozialwissenschaftler
- Elke Wittich, deutsche Journalistin
- Engelbert Wittich (1878–1937), deutscher Schriftsteller
- Erich von Wittich (1869–1927), deutscher Generalmajor
- Ernst von Wittich (1835–1922), deutscher Geistlicher und Politiker
- Ernst Wittich (Geologe) (1871–1952), deutscher Geologe und Paläontologe
- Frieder Wittich (* 1974), deutscher Regisseur und Drehbuchautor
- Gustav Wittich (1783–1857), deutscher Politiker und Kanzler
- Hans Wittich (1911–1984), deutscher Mathematiker
- Heinrich Wittich (Maler) (1816–1887), deutscher Maler und Archäologe
- Heinrich Wittich (Politiker, 1865) (1865–1943), deutscher Politiker (SPD), MdL Preußen
- Heinrich Wittich (Politiker, 1891) (1891–1956), deutscher Politiker (CDU), MdL Hessen
- Hermann Wittich (1826–1906), deutscher Politiker
- Horst Wittich (* 1932), deutscher Jazzmusiker
- Hugo Wittich (1823–nach 1897), deutscher Rittergutsbesitzer und Abgeordneter
- Jacob Wittich (Jacobus Wittichius; 1677–1739), deutscher Philosoph und Mathematiker
- Johann Wittich (1537–1596), deutscher Mediziner
- Johann Georg Wittich (1712–1776), Verleger in Darmstadt
- Johannes Wittich (Politiker) (1828–1898), deutscher Gutsbesitzer, Bürgermeister und Mitglied des Kurhessischen Kommunallandtags
- Karl von Wittich (1823–1904), deutscher Generalleutnant
- Karl Wittich (1840–1916), deutscher Historiker
- Karl August Wittich (1789–1860), deutscher Generalmajor
- Karl August von Wittich (1772–1831), deutscher Generalmajor
- Karl Georg Wittich (1901–1980), deutscher Staatsbeamter
- Linus Wittich (1929–1985), deutscher Verleger
- Ludwig von Wittich (1818–1884), deutscher Generalleutnant
- Ludwig Wilhelm Wittich (1773–1832), deutscher Verleger, Kunsthändler, Zeichner, Kupferstecher und Radierer
- Manfred Wittich (1851–1902), deutscher Schriftsteller, Journalist und Literarhistoriker
- Marie Wittich (1868–1931), deutsche Sängerin
- Martha von Wittich (1858–1931), deutsche Komponistin
- Mathias Wittich (1950–2017), deutscher Filmproduzent
- Niels Wittich (* 1972), deutscher Motorsportfunktionär und Rennleiter
- Patrick Wittich (* 1982), deutscher Fußballspieler
- Paul Wittich (1546–1586), deutscher Mathematiker und Astronom
- Roland Wittich (* 1942), deutscher Architekt, zunächst Jazzmusiker
- Theodor Rudolf August Wittich (1812–1887), preußischer Generalleutnant
- Ulli Wittich-Großkurth (* 1932), deutsche Keramikerin und Kunsthandwerkerin
- Walter Wittich (1897–1977), deutscher Forstwissenschaftler
- Wilhelm Wittich (Philologe) (1840–1907), deutscher Altphilologe und Gymnasiallehrer
- Wilhelm von Wittich (Mediziner) (1821–1884), deutscher Physiologe
- Wilhelm Otto von Wittich genannt von Hinzmann-Hallmann (1815–1894), preußischer General